# José Maria Cañizares
José Maria Cañizares (Madrid, 18 februari 1947) is een professioneel golfer uit Spanje.
Cañizares werd in 1967 professional en speelde op de Europese PGA Tour (ET). Van 1972 tot 1993 verloor hij nooit zijn spelerskaart, waarbij hij vijf keer in de top-10 eindigde. Hij heeft regelmatig in Nederland gespeeld. 
Cañizares speelde vier keer in de Ryder Cup. In 1981 was hij de derde continentale (en Spaanse) speler die het team mocht versterken nadat het jarenlang een Brits-Ierse aangelegenheid was geweest. In 1985 won hij de single van Fuzzy Zoeller en bezegelde de overwinning van Europa. In 1989 won hij op de laatste hole van Ken Green waardoor de partij gelijk stond en Europa de Cup mocht houden. Verder won hij twee keer de World Cup, in 1982 met Manuel Piñero en in 1984 met José Rivero. In 1984 won hij ook individueel.
Cañizares speelt sinds 1997 vooral op de Amerikaanse Champions Tour (CH). In 2000 eindigde hij tien keer in de top-10 en in 2001 won hij de Toshiba Senior Classic. 
Alejandro Cañizares, zijn jongste zoon, speelt op de Europese Tour en won daar zijn eerste toernooi in 2006.

## Gewonnen
- 1972: Lancia D'Oro (ET)
- 1980: Bob Hope British Classic (ET), Avis Jersey Open (ET)
- 1981: Italian Open (ET)
- 1983: Bob Hope British Classic (ET)
- 1984: 555 Kenya Open
- 1988: Volvo Open in Spanje
- 1992: Roma Masters (ET)
- 2001: Toshiba Senior Classic (CH)

## Teams
- World Cup: 1974, 1982 (gewonnen met Manuel Piñero), 1983, 1984 (gewonnen met José Rivero, gewonnen individueel), 1985, 1987, 1989
- Ryder Cup: 1981, 1983, 1985 (winnaars), 1989
- Alfred Dunhill Cup: 1985, 1987, 1989, 1990
- Hennessy Cognac Cup: 1974, 1976, 1978, 1980, 1982, 1984
- Double Diamond: 1974
- Benson & Hedges Mixed Team: 1990 (met Tania Abitbol)

## Trivia
- Het Kenya Open was een onafhankelijk toernooi en maakte later deel uit van de Challenge Tour.